# Thorianite
Ne doit pas être confondu avec Thorite.
La thorianite est un minéral formé d'oxyde de thorium ThO2 avec des traces de U, Ce, La, Pb et terres rares.

## Variétés
- Aldanite, une variété contenant de 14,9 à 29,0 % de UO2 et 11,2 à 12,5 % de PbO[3] ;
- Uranothorianite[4].